# Skrytaja (kulle)
Skrytaja är en kulle i Antarktis. Den ligger i Östantarktis. Australien gör anspråk på området. Toppen på Skrytaja är 403 meter över havet.
Terrängen runt Skrytaja är kuperad åt nordost, men åt sydväst är den platt. Terrängen runt Skrytaja sluttar brant österut. Trakten är obefolkad. Det finns inga samhällen i närheten.